# Stableria osculatiana
Stableria osculatiana là một loài Rêu trong họ Bryaceae. Loài này được (De Not.) Broth. miêu tả khoa học đầu tiên năm 1903.